# Oblast Trgovište
Oblast Trgovište ali Trgoviška oblast (bolgarsko Област Търговище, latinizirano: Oblast Tărgovište, ali Търговищка област) je ena izmed 28 oblasti Bolgarije.
Leta 2011 je imela 120.818 prebivalcev na 2710 km² površine. Glavno mesto oblasti je Trgovište.

## Upravna delitev
Oblast Trgovište je razdeljena na 5 občin.
| Občina    | Cirilica         | Površina km² | Prebivalstvo 2011 | Upravno središče | Prebivalstvo 2011 |
| --------- | ---------------- | ------------ | ----------------- | ---------------- | ----------------- |
| Trgovište | Община Търговище | 840          | 57.264            | Trgovište        | 37.611            |
| Popovo    | Община Попово    | 833          | 28.775            | Popovo           | 15.648            |
| Omurtag   | Община Омуртаг   | 401          | 21.853            | Omurtag          | 7619              |
| Antonovo  | Община Антоново  | 479          | 6262              | Antonovo         | 1582              |
| Opaka     | Община Опака     | 157          | 6664              | Opaka            | 2833              |

## Mesta
Antonovo, Omurtag, Opaka, Popovo, Trgovište

## Demografska slika
Razvoj prebivalstva
| 1946    | 1965    | 1985    | 1992    | 2001    | 2011    |
| ------- | ------- | ------- | ------- | ------- | ------- |
| 184.641 | 177.668 | 171.311 | 156.006 | 137.689 | 120.818 |